# Belazaima do Chão, Castanheira do Vouga e Agadão
Belazaima do Chão, Castanheira do Vouga e Agadão és una freguesia del municipi d'Àgueda, districte d'Aveiro, Portugal. La població el 2011 era de 1.611 habitants, en una superfície de 88,09 km².
La freguesia es va establir el 2013 en el marc de la reforma administrativa nacional d'aquell any, fusionant les freguesies de Belazaima do Chão, Castanheira do Vouga i Agadão.